# Люттхендорф
Лю́ттхендорф (нем. Lüttchendorf) —  район общины Зеегебит-Мансфельдер-Ланд в районе Мансфельд-Зюдхарц (земля Саксония-Анхальт, Германиия)
Население составляет 639 человек (на 31 декабря 2006 года). Занимает площадь 7,84 км².

## География
Люттхендорф расположен примерно в 6 км к юго-востоку от Айслебена на берегу озера Зюссер-Зе.
В качестве района бывшей общины был обозначен Вормслебен.

## История
В реестре десятины монастыря Херсфельд, составленном между 881 и 899 годами, Лютчендорф впервые упоминается как населённый пункт Луцилендорф (Luzilendorpf) в области Фризенфельд. В 1120 году он фигурирует под названием Люттекендорф (Luttekendorp).
В 1824–1826 годах была построена прусская государственная дорога (нем. Preußische Staatschaussee) из Халле в Нордхаузен (позже продлённая до Касселя). Сегодня это федеральная трасса B 80, вдоль которой сохранились два верстовых столба (четвертьмильный и полумильный), а также дом дорожного смотрителя.
1 июля 1950 года в состав Люттхендорфа была включена ранее независимая община Вормслебен. 1 января 2010 года Лютчендорф, Амсдорф, Азелебен, Эрдеборн, Хорнбург, Нехаузен, Реблинген-ам-Зе, Зебург, Штедтен и Ванслебен-ам-Зе объединились в единую общину Зеегебит-Мансфельдер-Ланд. Одновременно была упразднена административная ассоциация Зеегебит-Мансфельдер-Ланд, куда входил Люттхендорф.

## Герб и флаг
Геральдическое описание: «В лазоревом поле изображён сидящий в серебряной лодке рыбак с чёрным трезубцем в левой руке; в серебряной оконечности щита — красная виноградная гроздь с зелёными листьями».
Флаг бывшей общины Люттхендорфа разделён по вертикали на бело-голубые полосы, в центре помещён герб.